# Старший матрос
Старший матрос — корабельное воинское звание, звание в морской авиации, присваиваемое за образцовое выполнение служебных обязанностей и примерную воинскую дисциплину лучшим матросам, которые в период отсутствия командиров отделений заменяют их.
Перед воинским званием военнослужащего, проходящего военную службу в гвардейской воинской части, на гвардейском корабле, добавляется слово «гвардии».
К воинскому званию гражданина, пребывающего в запасе или находящегося в отставке, добавляются соответственно слова «запаса» или «в отставке».
В составах военнослужащих ВС России воинскому званию старший матрос соответствует войсковое звание «ефрейтор».

156. За образцовое выполнение обязанностей военной службы, успехи в боевой подготовке и примерную воинскую дисциплину солдату может быть присвоено воинское звание ефрейтор, а матросу — старший матрос.
Старший матрос обязан помогать командиру отделения в обучении и воспитании матросов.— Устав внутренней службы (УВС) ВС России